# Hal Blaine

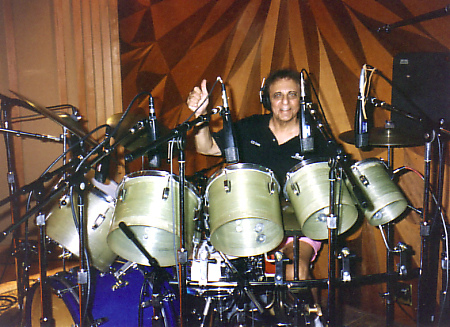
Hal Blaine, 2008.

Hal Blaine, född 5 februari 1929 i Holyoke, Massachusetts, död 11 mars 2019 i Palm Desert, Kalifornien, var en amerikansk trumslagare och percussionist. Blaine har spelat trummor på hundratals inspelningar av rock och popmusik och han hörs på flera kända hitlåtar från framförallt 1960-talet och 1970-talet. Han var en av medlemmarna i Phil Spectors husband "The Wrecking Crew". Hans trumspel kan bland annat höras på inspelningar av The Beach Boys, Jan & Dean, The Mamas and the Papas, Elvis Presley, The Crystals, The Ronettes, Frank Sinatra, Nancy Sinatra, Simon & Garfunkel, Sonny & Cher, Glen Campbell, Neil Diamond, The Association och Tommy Roe.
Blaine har valts in i Rock and Roll Hall of Fame i kategorin "sidemen". Han tilldelades även Grammy Lifetime Achievement Award 2018.
Förutom att ha spelat på 150 singlar på "US top 10" spelade Blaine trummor på 39 inspelningar som nådde första plats på Billboard Hot 100. Datumen anger när respektive sång nådde förstaplatsen:
- "Johnny Angel" – Shelley Fabares, April 7, 1962
- "He's a Rebel" – The Crystals, November 3, 1962
- "Surf City" – Jan & Dean, July 20, 1963
- "I Get Around" – The Beach Boys, July 4, 1964
- "Everybody Loves Somebody" – Dean Martin, August 15, 1964
- "Ringo" – Lorne Greene, December 5, 1964
- "This Diamond Ring" – Gary Lewis & the Playboys, February 20, 1965
- "Help Me, Rhonda" – The Beach Boys, May 29, 1965
- "Mr Tambourine Man" – The Byrds, June 26, 1965
- "I Got You Babe" - Sonny & Cher, August 14, 1965
- "Eve of Destruction" – Barry McGuire, September 25, 1965
- "My Love" – Petula Clark, February 5, 1966
- "Monday, Monday" – The Mamas & the Papas, May 7, 1966
- "Strangers in the Night" – Frank Sinatra, July 2, 1966
- "Poor Side of Town" – Johnny Rivers, November 12, 1966
- "Good Vibrations" – The Beach Boys, December 10, 1966
- "Somethin' Stupid" – Frank & Nancy Sinatra, April 15, 1967
- "The Happening" – The Supremes, May 13, 1967
- "Windy" – The Association, July 1, 1967
- "Mrs. Robinson" – Simon & Garfunkel, June 1, 1968
- "Dizzy" – Tommy Roe, March 15, 1969
- "Aquarius/Let the Sunshine In" – The 5th Dimension, April 12, 1969
- "Love Theme from Romeo and Juliet" – Henry Mancini, June 28, 1969
- "Wedding Bell Blues" – The 5th Dimension, November 8, 1969
- "Bridge Over Troubled Water" – Simon & Garfunkel, February 28, 1970
- "(They Long to Be) Close to You" – The Carpenters, July 25, 1970
- "Cracklin' Rosie" – Neil Diamond, October 10, 1970
- "I Think I Love You" – The Partridge Family, November 21, 1970
- "Indian Reservation" – The Raiders, July 24, 1971
- "Song Sung Blue" – Neil Diamond, July 1, 1972
- "Half Breed" – Cher, October 6, 1973
- "Top of the World" – The Carpenters, December 3, 1973
- "Annie's Song" – John Denver, July 27, 1974
- "Thank God I'm a Country Boy" – John Denver, June 7, 1975
- "Love Will Keep Us Together" – Captain & Tennille, June 21, 1975
- I'm Sorry"/"Calypso" – John Denver, September 27, 1975
- "Theme from Mahogany (Do You Know Where You're Going To)" – Diana Ross, January 24, 1976